# Bärenberg (Wien)
Der Bärenberg ist ein 434 m hoher Berg im 13. Wiener Gemeindebezirk Hietzing. Sein großteils bewaldeter Gipfel hat eine ungewöhnlich runde Kuppelform; markierte Wege führen keine hinauf.

## Geografie

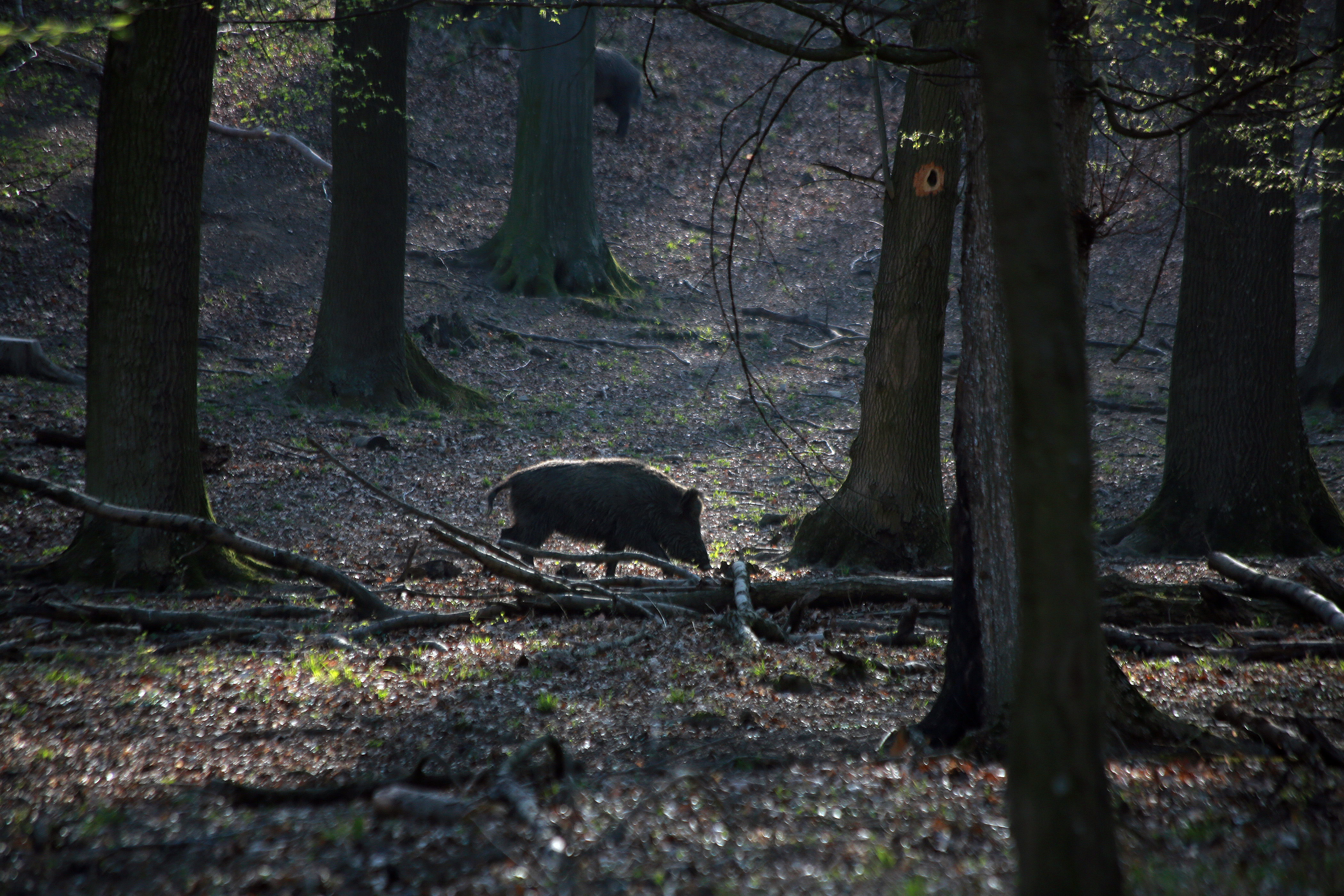
Wildschweine am Fuß des Bärenberges

Der Bärenberg liegt im Westen des Lainzer Tiergartens in der Katastralgemeinde Auhof an der grünen Wiener Stadtgrenze zu Laab im Walde. Einige Kilometer entfernt, am Diebsgraben des Deutschordenswalds vorbei, kommt man durch das Laaber Tor und das Dianator ins Naturschutzgebiet des Tiergartens. Am Nordhang des Bärenbergs vorbei führt der lange Stadtwanderweg 4 zum vielbesuchten Kaltbründlberg, zum Schutzhaus Hirschgstemm und weiter in nördliche Richtung. Im Süden läuft die Bergkette zum Laaber Kaiserzipf und den Wiesen beim Gütenbachtor aus. Der aus Sandstein bestehende Berg ist Teil des Wienerwald-Gebirges, des nordöstlichen Ausläufers der Ostalpen.

## Geschichte
Erstmals urkundlich belegt ist der Bärenberg 1819 in der Franziszeischen Steuerfassion als Barn Berg. Für die Namensherkunft sind zwei Deutungen möglich. Die erste stellt die Herleitung des Namens nach dem Bären, mittelhochdeutschen bër dar. Eine weitere Deutungsmöglichkeit ist das mittelhochdeutsche Wort barn, dass bloß sein bzw. bar sein bedeutet. Damit könnte ein ursprünglich unbewachsener Berggipfel bezeichnet worden sein, wogegen freilich sein jetzt dichter Bewuchs spricht.